# Regiones naturales de Venezuela

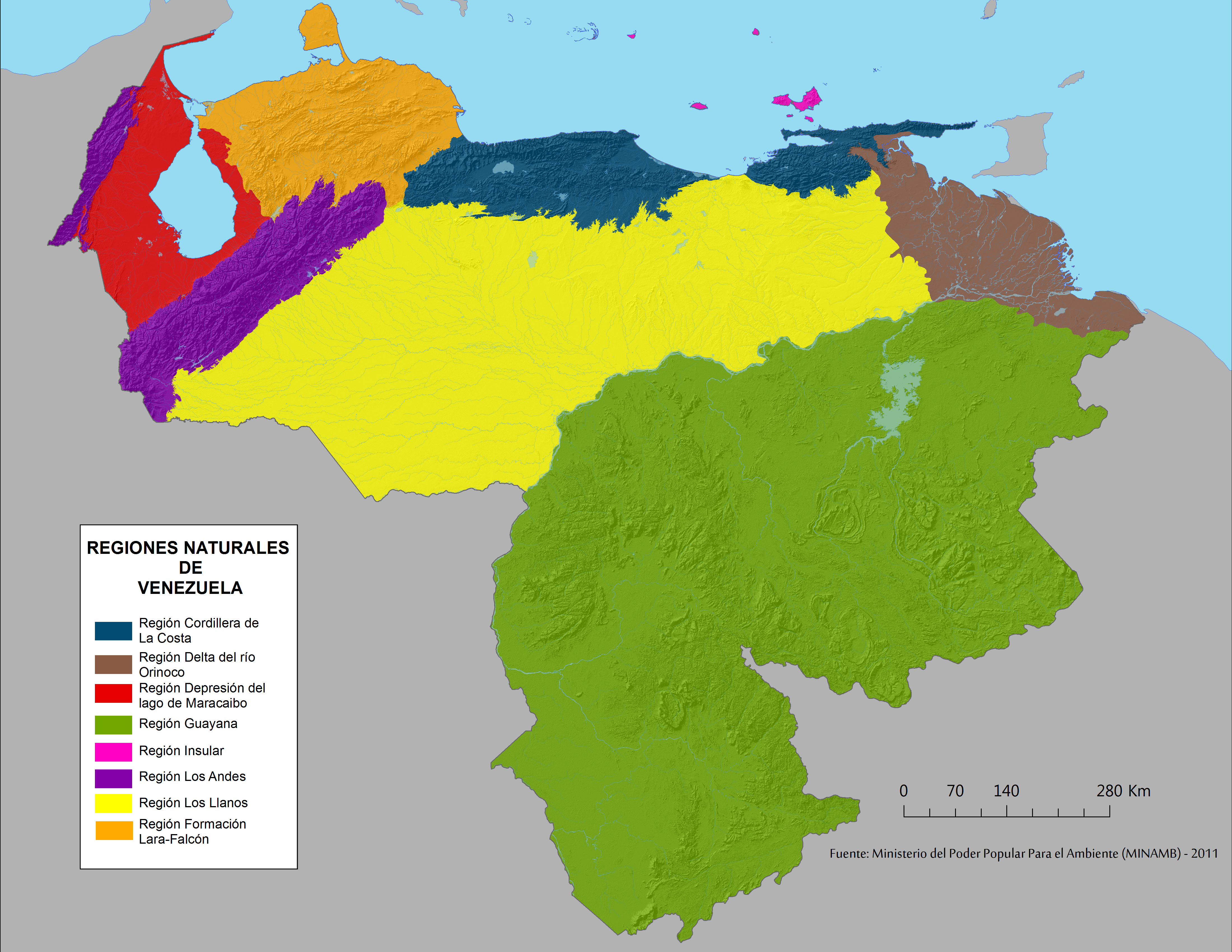
Regiones naturales de Venezuela.

Venezuela es un país que por su diversidad biológica es considerado uno de los países mega diversos del mundo. Son comúnmente reconocidas 5 grandes regiones naturales siendo estas: la región de los Andes, la región caribeña, la región de los Llanos la región Insular y la región de la selva amazónica.
Diversos estudios y personalidades han realizado divisiones del país según varios ejes de criterio reconociéndose así, en algunos casos, hasta decenas de regiones naturales distintas en Venezuela. Sin embargo, a fin de facilitar el estudio y organización del país, han sido reconocidas nueve grandes regiones naturales que, aunque sin homogeneidad en su territorio, presentan características relacionables que han servido para delimitarlas.

## Regiones naturales
Las nueve regiones en las que está dividida Venezuela, y sus subregiones, son:
- Los Andes
  - Estados: Mérida, Táchira ,Barinas , Trujillo y Lara
  - La Cordillera de Mérida.
  - El Pico Bolívar, Pico Humboldt.
- Región Zuliana
  - El Zulia la serranía del Perijá y el lago propiamente dicho.
- Insular
  - Estados: Nueva Esparta y Dependencias Federales.
  - La isla de Margarita, la isla de Coche y la isla de Cubagua, que forman el estado Nueva Esparta.
  - Las islas de Sotavento venezolanas.
  - Archipiélago Los Roques.
- Cordillera Central
  - Estados: Distrito Capital, Miranda, Vargas, Aragua y Carabobo.
  - El lago de Valencia, la llanura de Barlovento, los valles del Tuy, los altos Mirandinos y el macizo de Nirgua. Se divide en la cordillera de la Costa y la serranía del Interior. Es el lado occidental de la cordillera Caribe. La cordillera de la Costa es visible hasta el cabo Codera, continúa bajo las aguas de la fosa de Cariaco, y resurge en las penínsulas de Araya y Paria. La Serranía del Interior se separa del macizo de Turimiquire, perteneciente a la Cordillera Oriental, por la depresión de Unare. .
- Cordillera Oriental
  - Estados: Sucre, y gran parte Norte de Anzoátegui y Monagas.
  - El Macizo de Turimiquire y las penínsulas de Araya y Paria, cuyas montañas son la continuación de la Cordillera de la Costa. Incluye el golfo de Paria. Es el lado oriental de la Cordillera Caribe. El Macizo se separa de la Serranía del Interior, perteneciente a la Cordillera Central, por la depresión de Unare.
- Sistema Deltaico
  - Estados: Delta Amacuro y parte Este de Monagas
  - El delta del Orinoco.
- Los Llanos
  - Estados: Apure, Barinas, Portuguesa, Cojedes, Guárico, parte Oeste, Sur y Este de Anzoátegui y parte Oeste y Sur de Monagas.
  - Los Llanos del Orinoco. Se subdividen en los Llanos Altos al norte y los Llanos Bajos al sur.
- Sur del Orinoco
  - Estados: Amazonas y Bolívar.
  - La Guayana Venezolana y la Gran Sabana.
  - Tepuy.
- Formación Lara-Falcón, o Sistema Coriano
  - Estados: Falcón, Lara y Yaracuy.
  - Los médanos de Coro y su istmo, la península de Paraguaná, las sierras de San Luis, Aroa, Buena Vista, Churuguara, Barigua, y del Empalado.